# Saint-Paul-de-Fourques
Saint-Paul-de-Fourques és un municipi francès situat al departament de l'Eure i a la regió de Normandia. L'any 2007 tenia 228 habitants.

## Demografia

### Població
El 2007 la població de fet de Saint-Paul-de-Fourques era de 228 persones. Hi havia 76 famílies de les quals 17 eren unipersonals (10 homes vivint sols i 7 dones vivint soles), 16 parelles sense fills i 43 parelles amb fills.
La població ha evolucionat segons el següent gràfic:
Habitants censats

### Habitatges
El 2007 hi havia 92 habitatges, 79 eren l'habitatge principal de la família, 9 eren segones residències i 3 estaven desocupats. Tots els 89 habitatges eren cases. Dels 79 habitatges principals, 73 estaven ocupats pels seus propietaris, 4 estaven llogats i ocupats pels llogaters i 2 estaven cedits a títol gratuït; 2 tenien una cambra, 4 en tenien dues, 16 en tenien tres, 22 en tenien quatre i 35 en tenien cinc o més. 71 habitatges disposaven pel capbaix d'una plaça de pàrquing. A 26 habitatges hi havia un automòbil i a 47 n'hi havia dos o més.

### Piràmide de població
La piràmide de població per edats i sexe el 2009 era:
| Homes | Edats   | Dones |
| ----- | ------- | ----- |
| 0     | 95 o +  | 0     |
| 0     | 90 a 94 | 0     |
| 0     | 85 a 89 | 0     |
| 0     | 80 a 84 | 0     |
| 0     | 75 a 79 | 0     |
| 8     | 70 a 74 | 4     |
| 0     | 65 a 69 | 4     |
| 4     | 60 a 64 | 0     |
| 4     | 55 a 59 | 4     |
| 8     | 50 a 54 | 12    |
| 12    | 45 a 49 | 8     |
| 8     | 40 a 44 | 0     |
| 0     | 35 a 39 | 12    |
| 4     | 30 a 34 | 0     |
| 4     | 25 a 29 | 4     |
| 8     | 20 a 24 | 4     |
| 12    | 15 a 19 | 4     |
| 12    | 10 a 14 | 8     |
| 0     | 5 a 9   | 0     |
| 0     | 0 a 4   | 0     |

## Economia
El 2007 la població en edat de treballar era de 147 persones, 119 eren actives i 28 eren inactives. De les 119 persones actives 113 estaven ocupades (62 homes i 51 dones) i 5 estaven aturades (2 homes i 3 dones). De les 28 persones inactives 11 estaven jubilades, 7 estaven estudiant i 10 estaven classificades com a «altres inactius».

### Ingressos
El 2009 a Saint-Paul-de-Fourques hi havia 93 unitats fiscals que integraven 274,5 persones, la mediana anual d'ingressos fiscals per persona era de 20.096 €.

### Activitats econòmiques
Dels 8 establiments que hi havia el 2007, 5 eren d'empreses de construcció, 1 d'una empresa de comerç i reparació d'automòbils, 1 d'una empresa d'hostatgeria i restauració i 1 d'una empresa classificada com a «altres activitats de serveis».
Dels 6 establiments de servei als particulars que hi havia el 2009, 1 era un paleta, 2 lampisteries, 2 electricistes i 1 perruqueria.
L'any 2000 a Saint-Paul-de-Fourques hi havia 4 explotacions agrícoles.

## Equipaments sanitaris i escolars
El 2009 hi havia una escola elemental integrada dins d'un grup escolar amb les comunes properes formant una escola dispersa.

## Poblacions més properes
El següent diagrama mostra les poblacions més properes.